# ワイタンギ条約
ワイタンギ条約（ワイタンギじょうやく、Treaty of Waitangi, マオリ語: Te Tiriti o Waitangi）とは、1840年2月6日、ニュージーランド北島ワイタンギにおいて、先住民族マオリとイギリス王権との間で締結された条約である。

## 概要
当時、ヨーロッパ人入植者とマオリの間で紛争が多発しており、主権と土地の所有権を明確にするために制定された。
しかしながら条約を英語からマオリ語に翻訳した訳文に問題があり、土地を含むワイタンギ条約の履行に関する議論は現在まで続いている。
例えば「主権」(sovereignty) を表すマオリ語として「ティノランガティラタンガ」(Tino rangatiratanga) という言葉はあったが、翻訳中で、ヘンリー・ウィリアムズと彼の息子は、マオリ語の造語「カーワナタンガ」(kāwanatanga) を代わりに使った。この語の意味は「主権」よりも「行政権」(governance) に近いため、マオリ語の訳文は一般的にマオリが主権を譲渡したとは解釈されていない。またマオリは土地を拡大家族及びiwiやhapū  (家族を最小単位に成り立っている共同体単位）による共同資源をして扱っていたが、イギリス側の認識では個人間の土地取引を前提としていた。
1975年に至り、ワイタンギ審判所が創立され、ワイタンギ条約で認められた権利について再度審議が開始された。その結果、権利の侵害があったと認定された過去の事例に関してはマオリに対して損害賠償が支払われた。
1987年にマオリはニュージーランドの公用語に認定された。
1994年に結党されたリバタリアニズム政党のACT党はワイタンギ条約の運用見直しを主張しており、2023年10月の総選挙後には国民党との連立交渉で経済政策を飲む代わりに自党の先住民政策を一部実現させることで合意し、連立合意にはワイタンギ条約の再解釈などが盛り込まれ、11月27日にクリストファー・ラクソン新政権が発足した。

## 内容
3か条からなる。以下、英語版からの翻訳である。
1. ニュージーランド連合部族連合の首長および連合未加盟の独立した首長は、それぞれが連合または個人として行使・保有する、または行使・保有すると推定される、そのそれぞれの領土における唯一の主権者として持つすべての主権的権利と権限を、英国女王陛下に対し、絶対的かつ無条件に譲渡する。
2. イギリス女王陛下は、ニュージーランドの首長および部族、ならびにそのそれぞれの家族および個人に対し、彼らが共同または個別に所有する土地、不動産、森林、漁業権その他の財産について、彼らがそれらを所有し続けることを希望し望む限り、完全かつ排他的で妨げられない所有権を確約し、保証する。ただし、連合部族の長および個々の長は、その所有者が売却する意向を有する土地について、その所有者と女王陛下が任命した交渉担当者と間で合意された価格において、女王陛下に優先購入権を譲渡する。
3. その見返りとして、イギリス女王陛下はニュージーランドの先住民に対し、王室の保護を付与し、イギリス臣民としてのすべての権利と特権を付与する。